# گنجینه نازی‌ها در آرژانتین
گنجینه نازی‌ها در آرژانتین روز ۸ ژوئن ۲۰۱۷ توسط پلیس آرژانتین کشف شد. سپس روز دوشنبه ۱۹ ژوئن ۲۰۱۷ وزیر امنیت داخلی آرژانتین و سایر مقامات این کشور در یک کنفرانس خبری از بخشی از این آثار رونمایی کردند. گفته می‌شود این کشف در نوع خود بزرگ‌ترین کشف در آرژانتین است و گمان می‌رود بخشی از این اشیاء متعلق به آدولف هیتلر بوده‌است.

## اشیاء کشف شده
در ۸ ژوئن ۲۰۱۷ پلیس در حومه شمالی بوئنوس آیرس طی یک یورش مرتبط با مجموعه آثار هنری مسروقه مجموعه قابل توجهی از اشیاء و متعلقات اعضای حزب نازی آلمان را کشف کرده‌است. این مجموعه شامل ۷۵ قطعه کوچک و بزرگ است و در آن علاوه بر سلاح کمری، تزئینات نظامی، چاقوهای تشریفاتی، مجسمه هیلتر و نمادهای حزب نازی به همراه جعبه‌هایی با نشان عقاب حک شده، نیز دیده می‌شود. همچنین اسباب بازی کودکان شامل تعدادی پازل و هارمونیکا که نازی‌ها در تبلیغات از آن استفاده می‌کرده‌اند در این مجموعه است. یکی از اشیا کشف شده که این آثار را با هیتلر مرتبط می‌سازد نگاتیو عکسی از هیتلر است که در آن وی عینک ذره‌بینی در دست دارد و این ذره‌بین نیز در میان اشیاء کشف شده‌است.
تعدادی از ابزارهای عجیب نیز در این مجموعه دیده می‌شود از جمله ابزاری برای اندازه گرفتن دور سر انسان که برای تعیین میزان «آریایی بودن» افراد در زمان نازی‌ها به کار می‌رفت.

## تحقیقات
کشف این گنجینه حاصل تحقیقاتی است که پلیس فدرال آرژانتین با همکاری اینترپل در رابطه با آثار کشف شده غیرقانونی از یک گالری در حومه شمالی بوئنوس آیرس آن را به جریان انداخته بودند. مأمورین روز ۱۸ خرداد پس از تعقیب صاحب گالری، با حکم قانونی به خانه وی در شهرک «بکار» رفتند. آنها کل خانه را تفتیش کرده و با کتابخانه‌ای بزرگ مواجه شدند که در پشت آن دالانی پنهان شده بود و راه به اتاقی مملو از ابزار و آثار متعلق به نازی‌ها می‌برد.
پلیس فدرال آرژانتین گمان دارد که این ابزار و آثار متعلق به بلندپایگان آلمان نازی بوده‌است. پلیس گفت که به کمک کارشناسان بین‌المللی تحقیقات بیش‌تری را روی این مجموعه آثار انجام می‌دهد. مورخان اصالت ذره‌بین را مورد تأیید قرار داده‌اند.

## اظهارات مقامات آرژانتین
روز ۱۹ ژوئن ۲۰۱۷ وزیر امنیت داخلی آرژانتین همراه با فرمانده کل پلیس و دیگر مقامات بلندپایه این کشور یک نشست خبری برگزار کردند. پاتریسیا بولریخ وزیر امنیت داخلی آرژانتین در این کنفرانس خبری گفت، تحقیقات اولیه نشان داده که بخشی از این ابزار و آثار اصل هستند و تصاویری نیز از خود هیتلر همراه با این ابزار موجود است. او از جمله به مجسمه‌ای سنگین و نسبتاً بزرگ که یک عقاب بال گشوده ایستاده از نماد نازی‌ها و نشسته بر دایره‌ای با صلیب شکسته در میان دایره و شلواری با نقش صلیب شکسته دوخته شده بر آن، و یک مهر بزرگ سربی با نشان صلیب شکسته اشاره کرد. نماد صلیب شکسته بر روی بسیاری از این مجموعه اشیا و ابزار، از جمله چاقوهای فلزی دیده می‌شود.
در این نشست خبری نستور رونکالیا، فرمانده پلیس فدرال آرژانتین گفت، مراجعه پلیس به مورخان نشان داد که بسیاری از این آثار اصل است اما هنوز برای تحقیقات عمیق‌تر به اظهارنظر کارشناسان بین‌المللی نیاز هست.

## پیشینه
پس از سقوط حکومت رایش سوم در آلمان بسیاری از مقامات حزب نازی برای گریز از محاکمه آنها به جرم جنایت جنگی به آرژانتین گریختند و در شهر بوینس آیرس پناه گرفتند. گمان می‌رود که مجموعه ابزار و آثار کشف شده بعد از جنگ جهانی دوم توسط یک یا چند تن از بلندپایگان نازی، به این کشور آورده شده‌است.